# The Broads
The Broads (engelska: Norfolk Broads) är en sumpmark i Storbritannien.   Den ligger i grevskapet Norfolk och riksdelen England, i den sydöstra delen av landet, 170 km nordost om huvudstaden London.